# Bon Bini: Bangkok Nights
Bon Bini: Bangkok Nights is een Nederlandse filmkomedie uit 2023 geregisseerd door Pieter van Rijn. De film ging op 20 december 2023 in première en is de vijfde film in de Bon Bini-filmserie.

## Verhaal
De film volgt Judeska, die wilde plannen heeft om haar fastfoodketen FC Kip verder uit te breiden. Als zij samen met Ping Ping een lening afsluit bij een malafide Aziatische zakenmagnaat, lezen ze de kleine lettertjes van het contract niet; hierdoor raken ze alles kwijt waarvoor ze gewerkt hebben. Wanneer Judeska er vervolgens achter komt dat ze zijn opgelicht, en ontdekt dat de malafide zakenmagnaat naar Bangkok vertrokken is, besluit ze met het hele team van FC Kip een levensgevaarlijk plan te maken om terug te stelen wat er van hen is afgepakt.

## Rolverdeling
| acteur              | personage                                     |
| ------------------- | --------------------------------------------- |
| Jandino Asporaat    | Judeska / Gerrie / Ahmed / Robertico / Rajesh |
| Sergio IJssel       | Noltie                                        |
| Phi Nguyen          | Ping Ping                                     |
| Liliana de Vries    | Noëlla Maduro                                 |
| Alpha Oumar Barry   | Kofi                                          |
| Ankie Beilke        | Yena                                          |
| Albert Jan van Rees | Roy                                           |
| Kwok One            | Lo-Pei                                        |
| Shu Ming Tong       | handlanger                                    |
| Pau Han Kho         | handlanger                                    |
| Liza Sips           | receptionist                                  |
| Herman Nii Okai     | aannemer Ghana                                |
| Wing Poon           | Chinese beveiliger                            |
| Soufie Ritch        | koerier                                       |
| Patrick Stoof       | autoverkoper                                  |
| Murat Toker         | broer van Ahmed                               |
| Herman van Ulzen    | oude boekhouder                               |
| Jorrit Ruijs        | bankman                                       |
| Vincent Croiset     | bankman                                       |
| Mark van der Laan   | bankman                                       |
| Annoy Vorapanya     | butler                                        |
| Willy Zogo          | politicus                                     |
| Floyd Koster        | klant FC-Kip                                  |
| Bas Mastboom        | klant FC-Kip                                  |

## Achtergrond
Na het succes van de eerdere vier films werd besloten nog een vervolgfilm te maken onder de naam Bon Bini: Bangkok Nights. De opnames van de film gingen in juni 2023 van start en vonden plaats in Nederland, Ghana en Thailand.
De film ging op 20 december 2023 in première en behaalde de beste openingsdag van 2023 in de Nederlandse bioscopen. De film werd binnen een week bekroond met een Gouden Film voor het behalen van 100.000 bezoekers. Op 15 januari 2024 werd de film al bekroond met een Platina Film voor het behalen van 400.000 bezoekers.
In januari 2024 wist de film een Zapp Award te winnen in de categorie Favoriete Jeugdfilm NL. Daarnaast won de film in september 2024 een Gouden Kalf in de categorie Publiek.